# RSC Cottbus
Der RSC Cottbus ist ein Radsportverein in Cottbus.
Entstanden ist der RSC Cottbus aus der Radsport-Sektion des SC Cottbus, die die erfolgreichste Sektion des Vereins war, mit 21 Weltmeistertiteln und drei olympischen Goldmedaillen. Zu den erfolgreichsten Radsportlern gehören Lutz Heßlich (4 × Weltmeister, 2 × Olympiasieger), Lothar Thoms (4 × Weltmeister, 1 × Olympiasieger), Volker Winkler (4 × Weltmeister), Jens Glücklich (4 × Weltmeister), Bernd Drogan (3 × Weltmeister) und Hans-Joachim Hartnick (1 × Weltmeister, Sieger der Internationalen Friedensfahrt 1976). Laut Angaben des Vereins haben insgesamt 134 Deutsche Meister, 15 Europameister, 52 Weltmeister und 7 Olympiasieger ihre sportliche Entwicklung im RSC begonnen.
Nach der Wende wurde im Oktober 1992 der RSC Cottbus gegründet. An Fahrern, die aus seinen Reihen hervorgingen, sind u. a. zu nennen die international erfolgreichen Annett Neumann, Olaf Pollack, Danilo Hondo, Torsten Nitsche, Katrin Meinke, Thorsten Rund, Ronny Scholz, Christin Muche, Maximilian Levy, Emma Hinze und viele weitere mehr.
2011 hatte der Verein rund 300 Mitglieder. Er veranstaltet auch zahlreiche Rennen, darunter die Internationale Junioren–Etappenfahrt und die Spreewald–Masters–Rundfahrt sowie im Cottbuser Radstadion den Cottbuser-Sprinter–Cup und den international besetzten Großen Preis von Deutschland im Sprint. 2024 organisierte der Verein die Bahneuropameisterschaft der Junioren und U23 im Cottbuser Radstadion, das seit Juli 2024 Lausitz Velodrom Cottbus heißt.